# Coleophora parthenica
Coleophora parthenica is een vlinder uit de familie kokermotten (Coleophoridae). De wetenschappelijke naam is voor het eerst geldig gepubliceerd in 1891 door Meyrick.
De soort komt voor in Europa.